# 谜室
《谜室》是一款由英國遊戲公司Fireproof Games開發與發佈的2012年益智游戏。此遊戲的iOS版本於2012年9月19日發佈，而Android版本則於2013年3月23日發佈。以往台灣遊戲論壇多將其翻譯為「密室空間」，中國大陸則普遍稱呼為「未上鎖的房間」。2015年Chorus Worldwide所發行亞洲版的中文介面裡，在英文遊戲名稱上方加入中文「未上鎖的房間」。2018年，网易代理发行亚洲版时，将中文译名定名为《迷室》
在此遊戲中，玩家需要解除一系列設有機關的奇怪盒子。玩家需要解除盒子上的多個鎖，並完成盒子上的多個謎題，才能打開盒子以取出內裡的另一個盒子。此遊戲的動畫數量不少，其中包括環視盒子、轉動鑰匙、激活開關等。隨著遊戲發展，玩家會逐漸發現盒子與柏拉圖五元素假設中的第五種立體，正十二面體有關。
此遊戲獲得了正面的評價，其中的iOS版本更獲得數項獎項。此遊戲至今已售出逾100萬套遊戲，致使Fireproof Games開發此遊戲的續作。2014年12月傳出即將於翌年推出亞洲版遊戲的消息，由獨立遊戲發行商Chorus Worldwide代理發行，並於2015年6月16日正式發佈亞洲版的iOS版本。
遊戲續作《The Room Two》於2013年12月12日正式發佈。而遊戲的第三部作品於2015年11月上市。

## 遊戲系統

遊戲截圖

《The Room》是一個3D遊戲。此遊戲總共包含4個關卡，而玩家在每個關卡中都需要解開一個奇怪盒子。第一關是遊戲的教程關卡，玩家在此關卡中能夠在遊戲的指導下完成關卡。玩家擁有一個物品清單，該清單羅列了玩家得到的物品。此遊戲的關鍵元素是特殊透鏡。在遊戲中，特殊透鏡能夠讓玩家看見盒子的隱藏部份，如刻在盒子上的符號。玩家能隨時使用特殊透鏡。盒子上的部份謎題亦只能在使用特殊透鏡時才能完成。玩家在遊戲中的目的就是打開盒子以取出內裡的另一個盒子。

## 開發
Fireproof Games是一家由六名個開發人員組成的英國開發公司。起初，他們是Criterion Games的開發人員，並曾開發競速系列遊戲《橫衝直撞》。之後，他們退出Criterion Games，並自組公司製作遊戲原圖。他們曾為《小小大星球》、《DJ英雄》、《爭分奪秒》和《街頭賽車：火力全開》製作遊戲原圖。隨著iOS遊戲市場逐漸擴大，他們便有意製作iOS電子遊戲。因此，他們於2012年1月聘請一位程序員協助他們開發《The Room》。此遊戲的開發工作並沒有佔用所有Fireproof Games的員工。
根據Fireproof Games的巴里·米德指出，他們開發此遊戲的目的是「製作我們能力範圍內能夠做到最好的iOS遊戲，而非只嘗試製作一個成功的iOS遊戲系列」。他們想將重點放在智能手機的觸摸屏上，但同時又想讓玩家身臨其境。因此，遊戲畫面和背景音樂也成了開發重點。
此遊戲於2012年9月19日發佈，但只能在iPad上遊玩。於2012年12月3日，此遊戲開始支援在iPhone 4S及iPod Touch 5，並發佈了免費試玩版。此遊戲的Android版本於2013年3月23日作為Humble Mobile Bundle的一部份發佈。
此遊戲的免費擴充版於2013年8月發佈。該擴充版包含一個新關卡和關於續作的外部連結。Fireproof Games計劃於2013年第四季發佈此遊戲的續作。

## 反響
此遊戲獲得相當不錯的評價。GameRankings得出此遊戲的分數為88.75%，而Metacritic則得出此遊戲的分數為88/100分。
此遊戲獲蘋果公司頒發“編輯選擇獎”和“2012年年度蘋果iPad遊戲獎”，並在後來獲英國影藝學院頒發「2012年最佳英國遊戲獎」。遊戲開發者選擇獎頒予此遊戲在2012年最佳手提/手機遊戲獎」，而2012年國際手機遊戲大獎則頒予此遊戲「卓越視覺效果獎」和「人民選擇獎」。
此遊遊獲獨立遊戲開發者協會頒發「2012年最佳遊戲設計獎」，以及紐約電子遊戲評論家協會獎頒發「2012年最佳手機/iOS遊戲獎」。除此以外，此遊戲亦獲JayisGames.com頒發「最佳手機益智遊戲獎」。
Gamezebo授予此遊戲「2012年最佳iPad遊戲獎」，而Cnet Aus則授予此遊戲「2012年最佳手機遊戲獎」。
截至2013年3月，此遊戲已於iPad售出逾140萬套遊戲，在部份iOS暢銷遊戲列表榜上有名。而免費試玩版更累積逾240萬次下載。Android版本的Humble Mobile Bundle則累積逾10萬次下載。
Fireproof Games只花了6萬英鎊去開發此遊戲。在發佈一個星期後，此遊戲已為Fireproof Games賺回成本，令他們能專注其他工作。

## 亞洲版本
《The Room》亞洲版由Chorus Worldwide發行，遊戲關卡與原作相同，包含四個章節及一個終章，語言則納入中文（簡體／繁體）、日文、韓文以及英文原作，玩家可一次擁有中、日、韓、英四種語言同步支援，並可於主選單隨時切換語言。iOS版於2015年6月16日在中國大陆、台湾、日本、韓國App Store上架，中國大陆及台湾的遊戲上架名稱為《The Room (Asia)》，日本為，韓國則為。亞洲版銷售策略採用遊戲內購買，玩家可免費下載遊戲，在通過遊戲章節1之後，如欲解鎖完整遊戲，則須付費購買。
《The Room》在新推出的亞洲版中最初並沒有官方中文譯名。原因為遊戲商要求譯者將遊戲名稱及相關指稱維持原文「The Room」，故早前推出法國、義大利、德國、西班牙、葡萄牙版時，遊戲名稱均採用原文。儘管亞洲版在中国大陆及台湾App Store的上架名稱維持原文，但遊戲中文介面為了顧及廣大中國內地玩家的普遍統稱，在遊戲主選單「The Room」名稱上方加註了小標題「未上鎖的房間」。
此亞洲版獲得相當不錯的迴響，發行兩週後在中國大陆、香港、台湾、新加坡、日本、韓國六地總計下載量突破100萬。

## 系列作品

### The Room
The Room 的iOS版本于2012年9月发布，Android版本于2013年3月发布，PC版於2014年7月發布。

### The Room Two
The Room Two的iOS版本于2013年1月发布，Android版本于同年2月发布，PC版於2016年7月發布。操縱空間擴展到了「房間」與「複數個迷盒」的層次。

### The Room Three
The Room Three的iOS版本於2015年11月上市，Android版本于2016年1月发布，PC版於2018年11月發布。遊戲層次提升到了一整棟房子，所有關卡互相連貫最終集中於一點，留下更深無解的謎團。

### The Room: Old Sins
The Room Old Sins的iOS版本於2018年1月上市，Android版本于同年4月发布。

## 外部連結
- Fireproof Games（页面存档备份，存于）
- Fireproof Games - The Room（页面存档备份，存于）
- Chorus Worldwide - 脱出ゲーム：ザ∙ルーム